# Capitanía del Espíritu Santo
La capitanía del Espíritu Santo (en portugués capitania do Espírito Santo) fue una de las capitanías hereditarias establecidas por el rey Juan III de Portugal en 1534, en el Brasil, con vistas a incrementar el poblamiento y defensa del territorio. 

## Historia
La costa del actual estado del Espírito Santo fue reconocida por navegantes portugueses ya en 1501, y desde entonces fue teatro de acción de contrabandistas de palo de Brasil (Paubrasilia echinata).

### El establecimiento de la capitanía
Con el establecimiento, por la Corona portuguesa del sistema de capitanías hereditarias para la colonización del Brasil, el lote que se extendía desde la desembocadura del río Mucuri hasta aproximadamente la del río Itapemirim, fue donada a Vasco Fernandes Coutinho el 1º de junio de 1534.
El donatario acompañado de sesenta exiliados desembarcó el 23 de marzo de 1535, un domingo de Pentecostés, razón por la cual la llamó capitania do Espírito Santo.
El desembarco en la playa de Piratininga se hizo bajo el ataque de arqueros goitacás, siendo necesario utilizar las dos piezas de artillería de la embarcación, para que los indígenas se desbandasen, permitiendo la posesión de la tierra por el capitán donatario. Allí mismo decidió erigir la población que más tarde sería conocida como Vila Velha.
Distribuidas las sesmarías, a Jorge de Menezes el donatario entregó la isla junto a la barra —actual isla do Boi— y a Valentim Nunes cedió la actual isla dos Frades, y el 15 de julio de 1537, dio a Duarte de Lemos la entonces isla de Santo Antonio (actual isla de Vitória).
Con el retorno de Vasco Fernandes Coutinho a Portugal, entretanto, la situación se invirtió, y frente a los ataques indígenas, una nueva villa fue fundada, en septiembre de 1551, en la fronteriza isla de Santo Antônio, bautizada con el nombre de Nossa Senhora da Vitória. La primitiva vila do Espírito Santo pasaría desde entonces a ser conocida como Vila Velha.

### El combate a los extranjeros
Belchior Azeredo asumió las funciones de capitán mayor de 1561 a 1564, con todos los poderes y jurisdicciones atribuidas a Vasco Fernandes Coutinho Filho que tuvo que partir a Europa a pleitear con su tía paterna y a buscar la confirmación real. Posteriormente, Azeredo participó de la expulsión de los invasores franceses de la bahía de Guanabara, al mando de una de las naos de la escuadra de Cristóvão de Barros, siendo recompensado con la donación de una vasta sesmaría, en donde se asentó con sus familiares.
Víctima de ataques esporádicos de ingleses y de franceses, fue atacada por el corsario inglés Thomas Cavendish el 8 de febrero de 1592, ocasión en la que fue derrotado con la pérdida de ochenta hombres de su tripulación.

### Las invasiones neerlandesas al Brasil
Al tiempo de la primera de las invasiones neerlandesas al Brasil (1624-1625), cuando se produjo el ataque neerlandés a Salvador, el donatario de Espíritu Santo, Francisco de Aguiar Coutinho repelió una envestida de ocho navíos bajo el mando de Pieter Pieterszoon Hein, del 10 de marzo al 18 de marzo de 1625.
Durante la segunda de las invasiones neerlandesas (1630-1654), los neerlandeses atacaron nuevamente la capitanía del Espíritu Santo, con siete navíos al mando del coronel Johan Koin. Desembarcaron una fuerza de cuatrocientos hombres, del 27 de octubre al 13 de noviembre de 1640, siendo repelidos en Vitória por las fuerzas del capitán mayor João Dias Guedes, el 28 de octubre. Desde ese momento el gobierno general destacó en Vitória cuarenta infantes de la tropa regular. Un último ataque neerlandés a la capitanía se produjo en 1653.

### La administración de Francisco Gil de Araújo
Francisco Gil de Araújo adquirió la capitanía de Antônio Luís Gonçalves da Câmara Coutinho (1674) por 40.000 cruzados, permaneciendo en ella de 1678 a 1682. Durante su administración, marcada por un resurgimiento de la capitanía, se concluiría la construcción del Forte de Nossa Senhora do Monte do Carmo, se reedificó el Forte de São João y se edificó el Forte de São Francisco Xavier de Piratininga, en la Vila Velha, para proteger la entrada de la barra de Vitória.

### La capitanía y las minas
A principios del siglo XVIII, en 1704, la Corona Portuguesa determinó que todos los que se encontrasen en las labores del oro se retirasen a la villa de Vitória y que se evitasen, a toda costa, excursiones a Minas Gerais. Fue prohibida la apertura de caminos desde la capitanía a las minas, por las mismas razones de seguridad.
En 1715 la capitanía revirtió a la Corona, por compra a los descendientes de Francisco Gil de Araújo, por el mismo valor pagado por aquel donatario.
En 1809 obtuvo la autonomía de la capitanía de la Bahía de Todos los Santos iniciándose la plantación de café en 1815.
Con la proclamación de la independencia del Brasil, su estatus fue cambiado el 28 de febrero de 1821 a provincia de Espírito Santo, permaneciendo así hasta la proclamación de la República Brasileña, cuando se transformó en el actual estado de Espírito Santo.